# Heimschuh
Heimschuh è un comune austriaco di 2 004 abitanti nel distretto di Leibnitz, in Stiria.